# Fort Canning (stacja metra)
Fort Canning – podziemna stacja Mass Rapid Transit (MRT) w Singapurze, która jest częścią Downtown Line. Została otwarta 21 października 2017. Stacja znajduje się u stóp Fort Canning, na północnym brzegu rzeki Singapur.